# Haapajärvi (sjö i Pielavesi, Norra Savolax)
Haapajärvi är en sjö i kommunen Pielavesi i landskapet Norra Savolax i Finland. Sjön ligger 102,3 meter över havet. Den är 6 meter djup. Arean är 1,31 kvadratkilometer och strandlinjen är 10,44 kilometer lång. Sjön  ingår i Kymmene älvs huvudavrinningsområde.   Den ligger omkring 63 kilometer nordväst om Kuopio och omkring 360 kilometer norr om Helsingfors. 
I sjön finns öarna Nurmensaaret och Kaijansaari. Öster om Haapajärvi ligger Lampaanjoki. 